# Aegypius
Aegypius là một chi chim trong họ Accipitridae.

## Hình ảnh

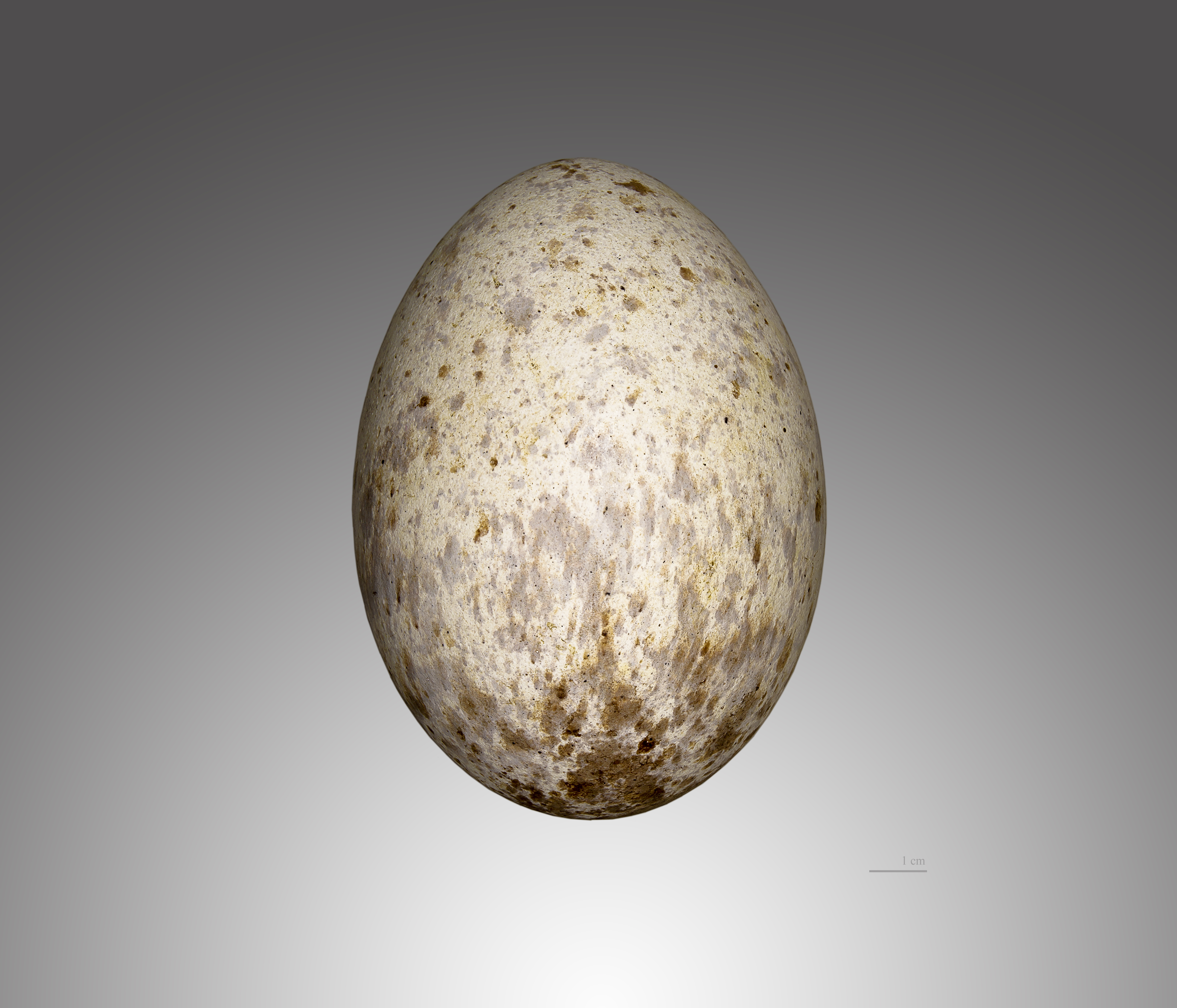
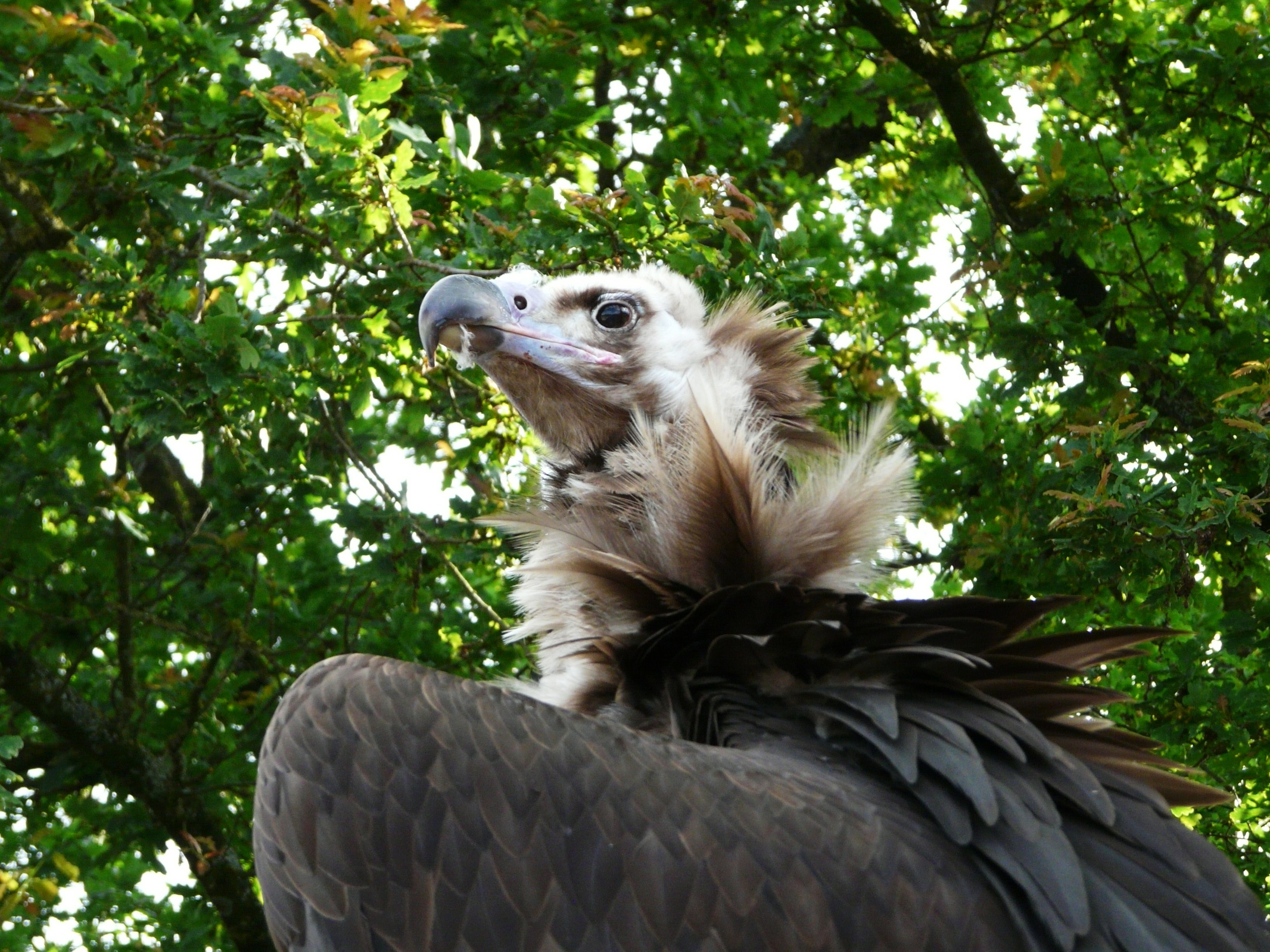

## Các loài
- Aegypius monachus
- †Aegypius jinniushanensis
- †Aegypius prepyrenaicus